# El ferrocarril subterrani (minisèrie)
El ferrocarril subterrani (títol original en anglès, The Underground Railroad) és una minisèrie de televisió estatunidenca de drama històric creada i dirigida per Barry Jenkins basada en la novel·la homònima de Colson Whitehead del 2016. La sèrie es va estrenar a Amazon Prime Video el 14 de maig de 2021.
La sèrie va guanyar el Globus d'Or a la millor minisèrie, d'antologia o telefilm, el BAFTA al millor programa internacional, un premi Peabody i va obtenir diverses nominacions, com ara el premi Primetime Emmy a la millor minisèrie o d'antologia.
El rodatge va començar l'agost de 2019 a Savannah (Geòrgia), i la producció va durar 116 dies abans de concloure el 22 de setembre de 2020.